# Греи (род)
Греи (англ. Grey) — английский знатный род, известный с XI века. Род рано разделился на несколько ветвей, различные представители которых носили титулы баронов, графов, маркизов и герцогов.

## Происхождение и этимология имени
Родоначальником рода считается вассал Вильгельма Завоевателя — нормандский рыцарь Аншетиль (или Анкетиль) де Грей (умер после 1086), участвовавший в нормандском завоевании Англии. Его имя в документах не имеет устоявшегося написания. Встречаются варианты имени Anchetil и Anketil, а родовое имя указывается как de Graye или de Grei. Происхождение Аншетиля не совсем ясно. По одной версии он происходил из рода сеньоров Крой (фр. Croy) из Пикардии. По другой версии его родовое прозвание связано с нормандским городом Грей (старофр. Grai, современный Грей-сюр-Мер). Исходя из имени предполагают, что Аншетиль имел смешанное норвежско-французское происхождение. Точная родословная его предков сомнительна, однако некоторые исследователи полагают, что Аншетиль мог быть сыном Гуго Фиц-Тёрджиса. Возможно, Аншетиль де Грей является одним лицом с Аншитилем де Ро (фр. Anschitil de Ros), который был землевладельцем, вассалом епископе Байё. Его владения находились в долине Крей (англ. Cray) в Кенте, откуда могло произойти родовое прозвание Грей (слова Cray и Graye в Кенте были взаимозаменяемы: с англонормандского французского «Cray» переводится как «мел», а во многих французских региональных диалектах «greye» также переводится как «мел»).
После завоевания Англии норманнами Аншетиль получил во владение поместье Редрефилд (англ. Redrefield), позже называвшееся Ротерфилд Грейс (англ. Rotherfield Greys), и Грейс Кот в Южном Оксфордшире. Также он был лордом Стендлейка в Западном Оксфордшире.

## Титулы рода
- Барон Грей де Уилтон: 1295—1603 годы
- Барон Грей из Коднора: 1299—1392, 1397—1496 годы
- Барон Грей из Ротерфилда: 1338—1388 годы
- Герцог Кент: 1710—1740 годы
  - Граф Кент: 1465—1740 годы
  - Маркиз Кент: 1706—1740 годы
  - Маркиз Грей: 1740 год
- Граф Грей: с 1806 года
  - Баронет Грей из Гоуика: с 1729 года
- Граф Стэмфорд: 1628—1976 годы
  - Барон Грей из Гроуби: 1603—1976 годы
- Граф Танкервиль: 1418—1453, 1459—1466, 1695—1701 годы
  - Барон Грей из Уэрка: 1624—1706 годы
- Герцог Саффолк: 1551—1554 годы
- Маркиз Дорсет: 1475—1554 годы
  - Барон Феррерс из Гроуби: 1446—1554 годы
- Барон Уолсингем: с 1780 года

## История
Вероятно, внуком Аншетиля был Роберт де Грей из Ротерфилд Грейса. Его старший сын, Генри де Грей (умер в 1219) был приближенным короля Англии Иоанна Безземельного, купил в 1195 году поместье Тёррок в Эссексе (позже получило название Грейс-Тёррок). В 1201 году он получил также поместье Коднор в Дербишире, а в 1216 году — поместье Гримстон в Ноттингемшире. Второй из сыновей Роберта, Джон де Грей (умер 18 октября 1214), в 1200 году стал епископом Норриджа, а в 1205 году под давлением короля Иоанна Безземельного был избран архиепископом Кентерберийским. Однако папа Иннокентий III это избрание аннулировал. В 1213 году Джон де Грей был рекомендован на пост епископа Дарема, но до избрания не дожил.
Четверо из шести сыновей Генри де Грея стали родоначальниками отдельных ветвей рода. Ещё один сын, Уолтер де Грей (умер 1 мая 1255) был во время правления Иоанна Безземельного лордом-канцлером, а после смерти короля стал архиепископом Йорка.

### Греи из Коднора
Родоначальником этой ветви стал один из сыновей Генри де Грея — Ричард де Грей из Коднора (умер 8 сентября 1271). Он был губернатором Нормандских островов, констеблем Дуврского замка, а также Смотрителем Пяти портов в 1258—1264 годах. Его внук, Генри де Грей (умер в 1308) в 1299 году получил титул 1-го барона Грея из Коднора.
Последним представителем ветви, носившим титул барона Грея из Коднора, был Генри де Грей (умер в 1496), по разным версиям нумерации, 4-й или 7-й барон. Он умер бездетным, так что его титул перешёл в состояние ожидания.

### Греи из Ротерфилда
Родоначальником данной ветви стал один из сыновей Генри де Грея — Роберт де Грей из Ротерфилда. Его праправнук, Джон де Грей (29 октября 1300 — 1 сентября 1359), в 1338 году получил титул 1-го барона Грея из Ротерфилда.
Ветвь угасла в 1387 году со смертью Роберта де Грея, 4-го барона Грей из Ротерфилда. Владения Роберта и титул унаследовал муж его дочери Джон Дейнкур (28 февраля 1382 — 11 мая 1406).

### Греи из Мертона
Родоначальником этой ветви стал один из сыновей Генри де Грея — Уильям де Грей из Кавендиша. От его старшего сына, сэра Ричарда де Грея из Сендиакра (умер до 26 мая 1298), пошла угасшая в XIV веке ветвь Греев из Сендиакра. Последним её представителем был правнук Ричарда — Уильям де Грей из Сандиакра (около 1307 — около 1369), оставивший только дочь Элис, вышедшую замуж за Эдварда Хилари. От младшего же сына Уильяма де Грея из Кавендиша, сэра Томаса де Грея (ум. 1321), пошла другая ветвь рода. Его сын, сэр Томас де Грей (умер в 1365), унаследовал посредством брака поместье Мертон, став родоначальником Греев из Мертона.
Потомок Томаса, Уильям де Грей из Мертона (умер 9 мая 1781) в 1780 году получил титул 1-го барона Уолсингхема. В настоящее время носителем титула является Джон де Грей (родился в 1925), 9-й барон Уолсингхем. Его наследником является старший сын Роберт (родился в 1969).

### Греи из Уилтона
Родоначальником этой ветви стал один из сыновей Генри де Грея — Джон де Грей из Ширланда (умер в 1265), шериф Бекингема, Бедфорда и Херефорда. Его сын Реджинальд де Грей в 1295 году получил титул 1-го барона Грея из Уилтона. При внуках родоначальника род разделился на 2 ветви. Старший сын Джона де Грея, 2-го барона Грея из Уилтона, Генри де Грей (28 октября 1281/1282 — 1/6 декабря 1342), после смерти отца унаследовал его титул, а младший, Роджер де Грей, стал родоначальником ветви Греев из Ратина.
Последним носителем титула был сэр Томас Грей (умер 6 июля 1617), 15-й барон Грей из Уилтона. В 1603 году он принял участие в Пороховом заговоре, в результате чего его титул и владения были конфискованы, а сам он приговорён к смерти, однако исполнение приговора было отсрочено. Томас умер в заключении в Тауэре и детей не оставил.
Последним представителем ветви была сестра Томаса, Бриджет Грей, умершая в 1648 году. Она была замужем за сэром Роулендом Эджертоном из Фермингое, 1-м баронетом Эджертоном и Оултоном. В 1784 году для одного из их потомков, Томаса, 7-го баронета Эджертона, был возрождён титул барона Грея из Уилтона, а в 1801 году он получил титулы графа Уилтона и виконта Грея из Уилтона.

### Греи из Ратина
Родоначальником этой ветви стал Роджер де Грей (умер 6 марта 1352/1353), младший сын Джона де Грея, 2-го барона Грея из Уилтона. Роджер в 1324 году получил титул барона Грея из Ратина.
От трёх сыновей Реджинальда де Грея, 3-го барона Грея из Ратина, пошли 3 линии. Старший из сыновей Реджинальда, сэр Джон Грей, женился на Констанс Холланд, дочери Джона Холланда, 1-го герцога Эксетера, и Элизабет Ланкастерской. Благодаря этому браку он породнился с королевской семьёй. Сын Джона, Эдмунд Грей, участвовал в войне Алой и Белой розы. Его предательство в битве при Нортгемптоне в 1460 году обусловило победу Йорков: король Генрих VI попал в плен, а Эдуард Йоркский в следующем году был коронован королём Англии под именем Эдуарда IV. В награду за своё предательство Эдмунд Грей был богато вознаграждён, получив ряд поместий, должностей, а также титул графа Кента. Потомки Эдмунда Грея носили титул графа Кента до 1740 года, но заметной роли не играли. Последним представителем ветви был Генри Грей, 12-й граф Кент, получивший в 1706 году титул маркиза, а в 1710 — титул герцога Кента. Однако он не оставил наследников.
Другой сын Реджинальда де Грея, 3-го барона Грея из Ратина, Эдвард Грей, посредством брака с Элизабет Феррерс унаследовал владения Феррерсов в Гроуби. Его сын, Джон Грей из Гроуби принимал участие в войне Алой и Белой розы и погиб во второй битве при Сент-Олбансе. На вдове Джона, Элизабет Вудвилл, женился король Эдуард IV, благодаря этому старший сын Джона и Элизабет, Томас Грей получил титул маркиза Дорсета. Внук Томаса, Генри Грей, благодаря браку получил титул герцога Саффолка. Одна из его дочерей, Джейн Грей, после смерти короля Эдуарда VI 10 июля 1553 года была коронована как королева Англии, но вскоре была смещена Марией Тюдор, сестрой Эдуарда VI, а в 1554 году казнена. В том же году за участие в заговоре против королевы Марии был казнён и герцог Саффолк, отец Джейн, а его владения и титулы были конфискованы. Однако его брат, Джон Грей из Пирго, несмотря на участие в восстании против Марии Тюдор, жизнь сохранил. Его сын, Генри Грей из Пирго, в 1603 году получил титул барона Грея из Гроуби. Внук Генри, Генри Грей из Гроуби, в 1628 году получил титул графа Стэмфорда. Его потомки носили в 1796—1883 годах также титул графа Уорингтона. В 1976 году, после смерти бездетного Роджера Грея, 10-го графа Стэмфорда, ветвь угасла, а титулы графа Стэмфорда и барона Грея из Гроуби исчезли.
Ещё один сын Реджинальда де Грея, 3-го барона Грея из Ратина, Роберт Грей из Энвилля и Уайттингтона, стал родоначальником ветви Греев из Энвилля, угасшей в начале XVII века.

## Генеалогия
Аншетиль де Грей (ум. после 1086)
- (?) N де Грей
  - Роберт де Грей из Ротерфилд Грейса (ок. 1148 — после 1175)
    - Генри де Грей из Тёррока в Эссексе (ум. 1219), приближенный короля Иоанна Безземельного; 1-я жена: Изольда (Изода) Бардолф, сестра или племянница Роберта Бардолфа из Грейт Карлтона; 2-я жена: Хавиза
      - (от 1-го брака) Ричард де Грей из Коднора (ум. 8 сентября 1271), губернатор Нормандских островов, констебль Дуврского замка, Смотритель Пяти портов в 1258—1264; жена: Люси де Хьюм, дочь Джона де Хьюма
        - Ветвь Греев из Коднора

      - (от 1-го брака) Джон де Грей из Ширланда (ум. 1266), шериф Бекингема, Бедфорда и Херефорда; 1-я жена: Эмма де Гланвиль, дочь сэра Джефри де Гланвиля; 2-я жена: Эмма де Кауз, дочь Роджера де Кауза; 3-я жена: Джоан, вдова Пола Певера
        - (от 1-го брака) (?) Рейнольд де Грей
        - (от 1-го брака) Эмма де Грей (ум. 1264); муж: сэр Уильям де Хантингфильд (1237—1282/1283)
        - (от 2-го брака) Реджинальд де Грей (ум. 1308), 1-й барон Грей из Уилтона с 1295; жена: Мод де Лонгшамп (ум. до 21 ноября 1302), дочь Генри де Лонгшампа из Уилтона
          - Ветвь Греев из Уилтона

      - (от 1-го брака) Уильям де Грей из Кавендиша
        - сэр Ричард де Грей из Сандиакра (ум. до 26 мая 1298); жена: Люси
          - Уильям де Грей; жена: Джоан
            - Ричард де Грей из Сандиакра (ок. 25 марта 1288 — до 24 декабря 1310); жена: Фелисия
              - Уильям де Грей из Сандиакра (ок. 1307 — ок. 1369)
                - Элис де Грей (до 1322 — ?); муж: до 14 ноября 1343 Эдвард Хилари (ум. 1362)

          - Люси де Грей; муж: Генри де Саттон

        - сэр Томас де Грей (ум. 1321); жена: с ок. 1306 Элис де Корнерт, дочь сэра Ричарда де Корнерта
          - сэр Томас де Грей (ум. 1365); жена: Изабель Бейнард, дочь Фулька Бейнарда из Мертона
            - Ветвь Греев из Мертона

      - (от 2-го брака) Роберт де Грей из Ротерфилда
        - Ветвь Греев из Ротерфилда

      - (от 2-го брака) Уолтер де Грей (ум. 1 мая 1255), епископ Лихфельда 1210—1214, епископ Вустера 20 января 1214—1215, архиепископ Йорка с 10 ноября 1215, лорд-канцлер Англии 1205—1214
      - (от 2-го брака) Генри де Грей
        - Эва; муж: с 1222 Уолтер Бик из Эресби

      - (от 2-го брака) Хью де Грей (ок. 1203 — ?)
        - Ветвь Греев из Хитона

    - Джон де Грей (ум. 18 октября 1214), епископ Нориджа с 7 сентября 1200 (посвящён 24 сентября), хранитель королевской печати с 1198, архидьякон в Кливленде в марте 1200, архидьякон в Глостере до апреля 1200, избранный архиепископ Кентерберийский с 11 декабря 1205 года (избрание аннулировано папой Иннокентием III 30 марта 1206 года)

### Ветвь Греев из Коднора
Ричард де Грей из Коднора (умер 8 сентября 1271), губернатор Нормандских островов, констебль Дуврского замка, Смотритель Пяти портов в 1258—1264; жена: Люси де Хьюм, дочь Джона де Хьюма
- Джон де Грей из Коднора (умер 5 января 1272); жена: Люси де Моан, вероятно дочь Реджинальда де Моана, 5-го лорда Моана из Данстера
  - Генри де Грей (умер в 1308), 1-й барон Грей из Коднора с 1299; жена: Элеонора де Куртене, дочь Хью де Куртене, лорда Окрхемптона, 1-го графа Девона
    - Ричард де Грей (умер в 1335), 2-й барон Грей из Коднора с 1308; жена: Джоанна Фитцплейн, дочь Роберта Фитцплейна, 1-го лорда Фитцплейна
      - Джон де Грей (1305 — около 1392), 3-й барон Грей из Коднора с 1335; жена: Элико де Инсула
        - Генри де Грей; жена: Джоанна Кобхем, дочь Реджинальда де Кобема, 1-го лорда Кобема из Стерборо
          - Ричард де Грей (умер в 1418), 1/4-й барон Грей из Коднора с 1397; жена: Элизабет Бассет, дочь Ральфа Бассета, 3-го лорда Бассета из Сепкота
            - Джон де Грей (умер около 1431), 2/5-й барон Грей из Коднора с 1418
            - Генри де Грей (умер в 1443), 3/6-й барон Грей из Коднора с 1431; жена: до 5 мая 1434 Маргарет Перси (умерла в 1464), дочь сэра Генри Перси из Атолла
              - Генри де Грей (умер в 1495), 4/7-й барон Грей из Коднора с 1443; жена: (?) Катерина Финдертон
                - Ричард Грей из Редклиф-апон-Трента
                - Генри Грей
                  - ветвь Греев из Ленгли

            - Уильям де Грей (умер в 1479), епископ Эли
            - Элизабет де Грей; муж: сэр Джон де Ла Зуш
            - Элеонор де Грей; муж: Томас Ньюпорт из Бредфилда
            - Люси де Грей; муж: сэр Роланд Лентхол из Хемптон Кота

        - Джон де Грей
        - Элис де Грей; муж: Уильям де Эвереингхем из Лекстона

    - Николас де Грей из Райдейла
- Агнес де Грей; муж: сэр Уильям Фицуильям
- Изабель де Грей; муж: Уильям де Фоконберг

### Ветвь Греев из Уилтона
Реджинальд де Грей (ум. 1308), 1-й барон Грей де Уилтон с 1295; жена: Мод де Лонгшамп (ум. до 21 ноября 1302), дочь Генри де Лонгшампа из Уилтона
- Джон де Грей (ум. 28 октября 1323), 2-й барон Грей де Уилтон с 1308, губернатор Карнарвона; 1-я жена: Энн де Феррерс, дочь Уильяма де Феррерс из Гроуби; 2-я жена: Мод Бассет, дочь Ральфа Бассета, лорда Дрейтона
  - (от 1-го брака) Генри де Грей (28 октября 1281/1282 — 1/6 декабря 1342), 3-й барон Грей де Уилтон; жена: Энн Роклей, дочь Ральфа де Роклей и Изабеллы де Клер
    - Реджинальд де Грей (1 ноября 1311 — май/июнь 1370), 4-й барон Грей де Уилтон с 1342; жена: до 10 января 1327/1328 Мод Ботетур (ум. 14 сентября 1391), дочь сэра Джона Ботетура из Уэоли
      - сэр Генри де Грей (умер 22 апреля 1396), 5-й барон Грей де Уилтон с 1370; жена: до 3 февраля 1379/1380 Элизабет Толбот (ум. 10 января 1401/1402), дочь Гилберта Толбота, 3-го барона Толбота
        - Ричард Грей (ум. 13/20 августа 1442), 6-й барон Грей де Уилтон с 1396; 1-я жена: Бланка де ла Вакш, дочь сэра Филиппа де ла Вакш и Элизабет Клиффорд; 2-я жена: с 1427 Маргарет Феррерс (ум. 16 января 1451/1452), дочь Уильяма Феррерса, 5-го барона Феррерс из Гроуби
          - сэр Реджинальд Грей (ум. 22 февраля 1493/1494), 7-й барон Грей де Уилтон с 1442; жена: до 6 октября 1447 Томасина, незаконнорождённая дочь Джона Бофора, 1-го герцога Сомерсета
            - Джон Грей (ум. 3 апреля 1499), 8-й барон Грей де Уилтон с 1493/1494; жена: Энн Грей, дочь Эдмунда Грея, 1-го графа Кента
              - Эдмунд Грей (ум. май 1511), 9-й барон Грей де Уилтон с 1499; жена: до мая 1505 Флоренс Гастингс, дочь сэра Ральфа Гастингса
                - Джордж Грей (ум. до 1514/1515), 10-й барон Грей де Уилтон с 1511
                - Томас Грей (ум. 30 октября 1517), 11-й барон Грей де Уилтон с 1514/1515
                - Ричард Грей (ум. 15 октября 1521), 12-й барон Грей де Уилтон с 1517
                - сэр Уильям Грей (1509 — декабрь 1562), 13-й барон Грей де Уилтон с 1521; жена: Мэри Сомерсет, дочь Чарльза Сомерсета, 1-го графа Вустера
                  - сэр Артур Грей (1536—1593), 14-й барон Грей де Уилтон с 1562; 1-я жена: Дороти ла Зуш, дочь Ричарда ла Зуш, 9-го барона Зуша из Харингуорта; 2-я жена: Джейн Сибилла Морисон (ум. июль 1615), дочь сэра Ричарда Морисона из Кашибери
                    - (от 1-го брака) Элизабет Грей; муж: сэр Фрэнсис Гудвин
                    - (от 2-го брака) сэр Томас Грей (ум. 6 июля 1617), 15-й барон Грей де Уилтон 1593—1603
                    - (от 2-го брака) Уильям Грей (ум. 1605)
                    - (от 2-го брака) Бриджет Грей (ум. 28 июля 1648); муж: сэр Роуленд Эджертон из Фермингое (ум. 1646), 1-й баронет Эджертон и Оултон

                  - Уильям Грей
                  - Гонора Грей; муж: Генри Денни (1540—1574)

                - Элизабет Грей (ум. 29 декабря 1559); муж: Джон Бриджес (9 марта 1491/1492 — 12 апреля 1557), 1-й барон Чандос

          - (от 2-го брака) Уильям Грей
          - (от ? брака) Элис Грей; муж: сэр Джон Барли

        - Маргарет Грей; 1-й муж: Джон Дарси (1377—1399), 5-й барон Дарси из Найта; 2-й муж: сэр Томас Суинфорд из Кеттлетоурпа

    - Агнес де Грей; муж: сэр Роберт де Клифтон

  - (от 1-го брака) (?) Джоан де Грей (ум. 1353); муж: Ральф Бассет (ум. 25 февраля 1343), 2-й барон Бассет из Дрейтона
  - (от 2-го брака) Роджер де Грей (ум. 6 марта 1352/1353), 1-й барон Грей из Ратина с 1324; жена: Элизабет Гастингс, дочь Джона де Гастингса, 1-го барона Гастингса и лорда Абергравенни
    - Ветвь Греев из Ратина

### Ветвь Греев из Ратина

Роджер де Грей (ум. 6 марта 1352/1353), 1-й барон Грей из Ратина с 1324; жена: Элизабет Гастингс, дочь Джона де Гастингса, 1-го барона Гастингс и лорда Абергравенни
- Джон де Грей (ум. ок. 1349); жена: с 12 июня 1335 Энн де Монтегю, дочь Уильяма де Монтегю, 1-го графа Солсбери
- Реджинальд (Рейнольд) де Грей (ок. 1319/1322 — июль/август 1388), 2-й барон Грей из Ратина с 1352/1353; жена: до 29 ноября 1360 Элеанор ле Стрендж (ум. 20 апреля 1396), дочь сэра Роджера ле Стрейнджа, 4-го барона Стрейнджа из Нокина
  - Реджинальд (Рейнольд) де Грей (ок. 1362 — 20 сентября или 18 октября 1440), 3-й барон Грей из Ратина с 1388; 1-я жена: с ок. декабря 1378 Маргарет де Рос, дочь Томаса де Роса, 4-го барона де Роса и Беатрис Стаффорд; 2-я жена: с ок. 1406 Джоан Эстли (ум. 1448), дочь Уильяма де Эстли, 4-го барона Эстли, вдова Томаса Рэйледжа
    - (от 1-го брака) сэр Джон Грей (ум. 27 августа 1439); жена: до 24 декабря 1412/1413 Констанс Холланд (ум. 12/14 декабря 1437), дочь Джона Холланда, 1-го герцога Эксетера, и Элизабет Ланкастерской.
      - Эдмунд Грей (ум. 22 мая 1490), 4-й барон Грей из Ратина с 1440, 1-й граф Кент
        - Ветвь графов Кента

      - сэр Томас Грей из Ричмонта (ум. 1461), лорд Ричмонт Грей

    - (от 1-го брака) Элизабет (Элеанор) Грей; муж: Роберт Пойнингс (3 декабря 1382 — 2 октября 1446), 4-й лорд Пойнингс
    - (от 1-го брака) Маргарет Грей (ум. после мая 1426); муж: сэр Уильям Бонвилл из Чеутона (30 августа 1393 — 18 февраля 1460/1461)
    - (от 1-го брака) Элис Грей; муж: сэр Джон Ниветт (ум. ок. 1492)
    - (от 2-го брака) сэр Эдвард Грей (ум. 18 декабря 1457), барон Грей из Гроуби (по праву жены) с 1446; жена: Элизабет Феррерс (1419 — ?)
      - Ветвь Греев из Гроуби

    - (от 2-го брака) Джон Грей из Барвела
    - (от 2-го брака) Роберт Грей из Энвилля и Уайттингтона; жена: Элеанор Лоу, дочь Хэмфри Лоу из Энвилля
      - Ветвь Греев из Энвилля

    - (от 2-го брака) Элеанор Грей; муж: Уильям Люси из Шарлекоута (ум. 1466)

  - (?) Ида (Эдит) де Грей; муж: Джон Кокейн из Кокейн Хетли (ум. 1427)
- Мэри Грей; муж: сэр Уильям де Айсней из Нортон д’Айсней, шериф Линкольншира

#### Ветвь Греев из Энвилля
Роберт Грей, 1 барон Энвилль и Уайттингтон; жена: Элеанор Лоу, дочь Хэмфри Лоу из Энвилля
- Хэмфри Грей (1441—1500), 2 барон Энвилль
  - Эдвард Грей (1472 — 14.02.1528), 3 барон Энвилль : 1500—1528
    - Томас Грей (? — 31.12.1559), 4 барон Энвилль : 1528—1559
      - Джон I Грей (03.12.1541 — 1586), 5 барон Энвилль : 1559—1586
      - Эдвард Грей из Энвилля
      - Георг Грей (1547 — ?), 6 барон Энвилль : 1586 — ?
        - Мэри Грей из Энвилля (1590 — ?); муж : Уильям Стенли (1585—1624)
          - Титул барона Энвилля перешёл к Генри Грею из Гроуби (1547—1614) двоюродному брату английской королевы Джейн Грей

      - Роберт Грей из Энвилля

    - Кассандра Грей из Энвилля
    - Уильям Грей из Энвилля (? — 1574)
    - Ричард Грей из Энвилля

  - Элизабет Грей из Энвилля (1474 — ?)
  - Мэри Грей из Энвилля (1476 — ?)
  - Роберт Грей из Энвилля
  - Маргарет Грей из Энвилля
- Генри Грей из Энвилля
- Эдвард Грей из Энвилля

### Ветвь Греев из Мертона
сэр Томас де Грей (ум. 1365); жена: Изабель Бейнард, дочь Фулька Бейнарда из Мертона
- сэр Роджер де Грей из Мертона (ум. 1371)
  - сэр Томас Грей из Мертона (ум. 1375)
  - дочь
  - дочь
- Томас де Грей из Мертона (ум. до 1399)
- Фульк де Грей; муж: Маргарет Вернон, дочь Уильяма Вернона из Элме
  - Фульк де Грей из Мертона (ум. до 1423); жена: Элеанор Барнардестон
    - Уильям де Грей из Мертона (ум. 1474); жена: Кристиан Меннинг, дочь Джона Меннинга из Грейт Эллингхема
      - Уильям де Грей из Мертона (ум. 1495); 1-я жна: Мэри Бединфилд, дочь Томаса Бедингфилда из Оксборо; 2-я жена: Грейс Тей, дочь Томаса Тея из Эссекса
        - (от 1-го брака) Томас де Грей из Мертона (ум. 1 сентября 1556); жена: Элизабет Фитцлауэс (ум. 1515), дочь Ричарда Фитцлауэса из Торндона
          - Эдмунд де Грей (ум. 1548); жена: Элизабет Спилмен, дочь сэра Джона Спилмена
            - Томас де Грей из Мертона (ум. 1562); 1-я жена: Энн Эверард, дочь Генри Эверарда из Линстеда; 2-я жена: Темперенс Крю, дочь сэра Уаймонда Крю из Энтони
              - (от 1-го брака) Томас де Грей из Мертона (ум. 1566); жена: Элизабет Дрери, дочь Роберта Дрери

            - Роберт де Грей из Мертона (ум. 1601); жена: Энн Лавл, дочь сэра Томаса Лавла
              - сэр Уильям де Грей из Мертона (ум. 1632); жена: Энн Келторп, дочь сэра Джеймса Келторпа из Кокторпа
                - сэр Роберт де Грей из Мертона (1612—1644); жена: Элизабет Бридон, дочь Уильяма Бридона из Ипсвича
                  - (?) Энн де Грей; муж: сэр Джон Годи (4 октября 1639 — январь 1708 или 1709), 2-й баронет Годи из Вест Харлинг

                - Джеймс де Грей из Мертона (ум. 1665); жена: Элизабет Статвиль, дочь Уильяма Статвиля из Делхема
                  - Уильям де Грей из Мертона (ум. 1687); жена: Элизабет Бедингфилд, дочь Томаса Бедингфилда из Дершема
                    - Томас де Грей из Мертона (ум. 1765); жена: Элизабет Уиндхем, дочь Уильяма Уиндхема из Фелбриджа
                      - Томас де Грей из Мертона (1717 — июнь 1781); жена: Элизабет Фишер, дочь Уильяма Фишера из Бери-Сент-Эдмундс
                      - сэр Уильям де Грей (ум. 9 мая 1781), 1-й барон Уолсингхем с 1780; жена: с 12 ноября 1743 Мэри Каупер (ум. 2 сентября 1800), дочь Уильяма Каупера из Перка
                        - Ветвь баронов Уолсингхем

                    - (?) Джейн де Грей (ум. 27 июля 1698); муж: Томас Бэкон (1627/1627 — 18 мая 1710)
                    - (?) Ханна Мария де Грей; 1-й муж: Джеймс Келторп; 2-й муж: с 1717 Эразмус Эрл (ум. 28 октября 1728)

                - (?) Барбара де Грей; муж: с 1617 сэр Томас Гибон из Терсфорда (1599/1600 — 29 мая 1666)
                - (?) Мэри де Грей (ум. 1644); муж: Эдвард Баллок из Фолкборо
                - (?) Энн де Грей (ум. 25 декабря 1676); муж: Августин Пелгрейв (1605—1672), 1-й баронет Пелгрейв из Норвуд Бернингхем

#### Ветвь баронов Уолсингхем
сэр Уильям де Грей (ум. 9 мая 1781), 1-й барон Уолсингхем с 1780; жена: с 12 ноября 1743 Мэри Каупер (ум. 2 сентября 1800), дочь Уильяма Каупера из Перка
- Томас де Грей (14 июля 1748 — 16 января 1818), 2-й барон Уолсингхем с 1781; жена: с 30 апреля 1772 Августа Джорджиана Элизабет Айрби (ум. 28 мая 1818), дочь Уильяма Айрби, 1-го лорда Бостона
  - Джордж де Грей (11 июня 1776 — 26 апреля 1831), 3-й барон Уолсингхем с 1818; жена: с 16 мая 1804 Матильда Метуен (ум. 26 апреля 1831), дочь Пола Кобба Метуена из Корсхема
  - Томас де Грей (10 апреля 1778 — сентябрь 1839), 4-й барон Уолсингхем с 1831; жена: с 12 августа 1802 Элизабет Норт (ум. 8 мая 1845), дочь Браунлоу Норта, епископа Уинчестерского

  - Шарлотта де Грей (ум. 27 января 1835); муж: с 18 сентября 1806 Уильям Гослинг из Роэрхемптона
  - Августа Мария де Грей (ум. до 1830)
- Шарлотта де Грей; муж: с 16 июня 1769 Джозеф Уиндхем из Ирсхем Хауса

### Ветвь Греев из Ротерфилда
Роберт де Грей из Ротерфилда
- Уолтер де Грей из Ротелфилда (ум. ок. 1268)
  - Роберт де Грей из Ротерфилда (ум. 1295); жена: Эвиза де Сен-Лис, дочь Уильяма де Сен-Лис
    - Джон де Грей (ок. 1271—1311), 1-й барон Грей из Ротерфилда; жена: Маргарет де Одингселс, дочь Уильяма Одингселса из Макстока
      - Джон де Грей (29 октября 1300 — 1 сентября 1359), 2-й барон Грей из Ротерфилда с 1338; 1-я жена: Катерина Фицалан, дочь Брайана Фицалана из Бедола; 2-я жена: Эвиза де Мармийон, дочь Джона де Мармиона, 2-го лорда Мармиона
        - (от 1-го брака) Джон де Грей (ум. 1375), 3-й барон Грей из Ротерфилда с 1359
          - Джон де Грей; жена: Элизабет Поуингс, дочь сэра Майкла де Пойнингса, 1-го барона Пойнингса
            - Бартоломью де Грей (ум. ок. 1376), 4-й барон Грей из Ротерфилда с 1375
            - Роберт де Грей (ум. 1387), 5-й барон Грей из Ротерфилда с 1376; жена: Элизабет де ла Плонш, дочь Уильяма де ла Плонш из Хаверсхема
              - Джоан де Грей (до 28 февраля 1383 — 11 мая 1406), баронесса Грей из Ротерфилда с 1387; муж: с 1401 Джон Дейнкур (28 февраля 1382 — 11 мая 1406), 6-й барон Грей из Ротерфилда с 1401

            - Ричард де Грей
            - Джоан де Грей; муж: Ричард Куотермен

          - Роберт де Грей (ум. ок. 1368)

        - (от 1-го брака) Мод де Грей; 1-й муж: Джон де Ботетур (ум. 1369); 2-й муж: сэр Томас Аркур из Стэнфорд Аркура (1377—1460)
        - (от 2-го брака) Джон Мармийон (ум. 1387)
        - (от 2-го брака) сэр Роберт Грей, позже Роберт Мармийон (ум. до 30 ноября 1367); жена: Лора де Сен-Квентин, дочь Герберта де Сен-Квентин
          - Элизабет де Грей; муж: Генри Фицхью (ум. 11 января 1424), 3-й барон Фицхью

      - Матильда де Грей; муж: Джон де Ботетур (1317—1385), 2-й барон Ботетур

### Ветвь Греев из Хитона
- Хью де Грей (ок. 1203 — ?)
  - Джон де Грей
    - Томас де Грей (ок. 1266—1310)
      - сэр Томас де Грей (ок. 1297 — до 12 марта 1344), 1-й лорд Грей из Хитона; жена: с ок. 1327 Агнес де Бейл (ок. 1301 — ?)
        - сэр Томас Грей (ок. 1328 — до 22 октября 1369), 2-й лорд Грей из Хитона с 1344, хронист; жена: Маргарет де Прессен (ок. 1334 — ?), дочь Уильяма де Прессена
          - сэр Томас Грей (1359 — 26 ноября 1400), 3-й лорд Грей из Хитона с 1400; жена: Джоан де Моубрей (ок. 1363 — после 30 ноября 1402), дочь Джона де Моубрея, 4-го барона Моубрей, и Элизабет де Сегрейв
            - Уильям Грей (ум. 1436), епископ Лондона 1426—1431, епископ Линкольна с 1431
            - сэр Генри Грей из Кеттерингхэма
            - Матильда Грей (1382—1451)
            - сэр Томас Грей (30 ноября 1384 — 3 августа 1415); муж: сэр Роберт Огл (1379 — 12 августа 1435); жена: ранее 1402 Элис Невилл (ок. 1384 — ?), дочь Ральфа Невилла, 1-го графа Уэстморленда, и Маргарет Стаффорд
              - сэр Томас Грей (ок. 1402 — до 26 июля 1443); жена: с 1413 (аннулирован в 1426) Изабелла Кембриджская, дочь Ричарда Плантагенета, 3-го графа Кембриджа, и Анны Мортимер
              - сэр Ральф Грей (9 сентября 1406 — 17 марта 1443); жена: Элизабет Фиц-Хью, дочь
                - Ветвь Греев из Чилингема и Уэрка

              - сэр Джон Грей
              - Уильям Грей (ум. 4 августа 1478), епископ Илийский с 1454

            - сэр Джон Грей (после 1384 — 22 марта 1421), 1-й граф Танкервиль с 1419; жена: Джоан де Черлтон (ок. 1400 — 17 сентября 1425), дочь Эдуарда Черлтона, 5-го барона Черлтона, и Алиеноры Холланд
              - сэр Генри Грей (ок. 1418 — 13 января 1450), 2-й граф Танкервиль с 1421; жена: Антигона, незаконнорождённая дочь Хамфри Ланкастерского, герцога Глостера
                - Ричард Грей (ум. ок. 1467), 3-й граф Танкервиль 1450—1459, 1-й лорд Грей из Поуиса с 1459
                  - Ветвь Греев из Поуиса

                - Хамфри Грей
                - Элизабет Грей; муж: сэр Роберт Кинэстон